# Vittorio Cipelli
Vittorio Cipelli (Cortemaggiore, 14 luglio 1850 – Fiorenzuola d'Arda, 12 giugno 1929) è stato un avvocato e politico italiano.